# اچ‌ام‌اس کلرنس (۱۸۱۲)
اچ‌ام‌اس کلرنس (۱۸۱۲) (به انگلیسی: HMS Clarence (1812)) یک کشتی بود که طول آن ۱۷۶ فوت (۵۴ متر) بود. این کشتی در سال ۱۸۱۲ ساخته شد.